# اچ‌ام‌اس ونوس (آر۵۰)
اچ‌ام‌اس ونوس (آر۵۰) (به انگلیسی: HMS Venus (R50)) یک کشتی بود که طول آن ۳۶۳ فوت (۱۱۱ متر) بود. این کشتی در سال ۱۹۴۳ ساخته شد.